# Балканска федерација
Балканска (кон)федерација (или Балканска федеративна република) је политички пројекат државног уједињења Балканског полуострва.

## Историјат
Током историје за Балканску федерацију су се углавном залагали социјалисти, комунисти и други левичари балканских земаља. Ова идеја се током 19. века развила унутар социјалдемократског покрета балканских земаља, као алтернатива националним експанзијама новоформираних држава.
Један од првих заговорника Балканске федерације је био Светозар Марковић, који је упозоравао да српски народ живи измешан са другим народима, без јасно одређених географских и етнографских граница, те би стога морао „узети улогу освајача“ према суседима уколико тежи стварању велике националне државе. Истакнути српски социјалдемократа Димитрије Туцовић се током Балканских ратова противио међусобном отимању око територија залажући се за заједницу балканских народа:
| „ | Неприродне претпоставке доводе нас у неприродан положај. Свака балканска државица хтела би све оно што само у заједници може добити. И место једне логичне тежње да се путем заједнице и иде, балканска буржоазија ствара ратне ситуације и гура у пропаст народе, због своје страховите неспособности да се уздигне на висину смелих прегнућа која Историја изискује. Никада једна класа није била кратковидија! Хоће сви пристаништа, сви довољно територија, сви Солун, сви Вардарску долину, јер је све то тако важно - а не виде да то сви могу имати само у заједници. | ” |

Коминтерна је узела ову идеју за основу своје политике према Балкану. За комунисте је Социјалистичка Балканска Федерација представљала „једини излаз из ђавољског круга националистичке мржње, распарчавања на државице, беде и империјалистичке експлоатације“.

### Међуратни период
Почетком 1920-их година у Бечу излази лист „Балканска федерација”, који је издавала Балканска комунистичка федерација, а уређивао га Огњен Прица.
Октобарска револуција у Русији, која је прогласила земљу са левичарском идеологијом, ојачала је револуционарни интернационализам на Балкану. Осим тога, новоформирана Трећа интернационала (или Коминтерна) окупила је револуционарне социјалисте са целог Балкана. Коминтерна је стварање Балканске федерације доживљавала као основу своје политике на Балкану.
Крајем 1920-их, Коминтерна је, уместо дотадашњег слогана светске револуције, усвојила програм изградње „социјализма у једној земљи“, након чега је балкански интернационализам значајно избледео, а интернационалисти постали мањина у комунистичком покрету.

### Други светски рат и послератни период
Током Другог светског рата почела је партизанска борба југословенских, албанских, бугарских и грчких комуниста. Светозар Вукмановић је као делегат ЦК КПЈ и штаба Врховног штаба Народноослободилачке војске у Македонији 1943. радио на стварању Балканског штаба за координацију Народноослободилачке борбе балканских народа и будуће формирање Балканске федерације.
На првој седници Антифашистичког народноослободилачког већа Албаније 24. маја 1944. године, Тито је послао телеграм да борба народа Југославије „гарантује братство балканских земаља за остваривање идеје о Балкану. Конфедерација.” Веровало се да ће албанско-југословенски односи бити решени у оквиру социјалистичке Балканске конфедерације.
Након Другог светског рата је између нових комунистичких власти ФНР Југославије, НР Бугарске, НР Румуније и НР Албаније, уз активно учешће Совјетског Савеза, разматрано уједињење у Балканску федеративну републику, која би евентуално укључивала и Грчку у случају победе партизана у грчком грађанском рату.  Тито је у то време био веома активан у стварању Балканске федерације. Југославија је активно помагала грчке партизане и радила на уједињењу Албаније са Југославијом.
Међу новим социјалистичким државама су били закључени двострани уговори о сарадњи, и то југословенско-албански, југословенско-бугарски и бугарско-румунски. Међутим, након резолуције Информбироа 1948. године, долази до прекида односа ФНР Југославије са осталим социјалистичким земљама Балкана, и прекида преговора о савезу.
1. јула 1947. године закључен је Уговор о пријатељству и сарадњи између ФНРЈ и Народне Републике Албаније. Исте године потписан је уговор о пријатељству и сарадњи између Албаније и Бугарске. Истовремено су потписани југословенско-бугарски и бугарско-румунски споразуми о билатералној сарадњи. Створене су одговарајуће царинске уније.
Бугарска није желела да Југославија доминира унијом. Такође, нису разрешене противречности између југословенске и бугарске стране око могућег стварања јединствене федеративне републике Македоније, раније подељене на Вардарску (Југословенску) и Пиринску (Бугарску). Као први корак, уједињење Југославије и Албаније је најпре било најближе реализацији, на шта је Стаљин дао безусловну сагласност: „Сложићемо се ако Југославија прогута Албанију!“.
Међутим, Централни комитет Свесавезне комунистичке партије бољшевика је касније одустао од стварања Балканске федерације, јер би се „смањио утицај СССР-а и врховног команданта совјетске армије“. Стаљин се плашио да ће Балканском федерацијом, са престоницом у Београду, доминирати Југословенска комунистичка партија на челу са Јосипом Брозом Титом. Сви догађаји око стварања Балканске федерације заустављени су због Стаљиновог противљења таквом уједињењу балканских народа. После Декларације Информбироа у јуну 1948. којом је Тито осуђен, преговори о формирању федерације су потпуно прекинути.
Идеја балканске федерације и данас има своје заступнике међу левичарима Балкана.